# (12980) Pruetz
(12980) Pruetz, désignation provisoire 1978 VO3, est un astéroïde de la ceinture principale découvert en 1978.

## Description
(12980) Pruetz a été découvert le 6 novembre 1978 à l'observatoire Palomar, situé au nord de San Diego en Californie, par Eleanor Francis Helin et Schelte J. Bus.

### Caractéristiques orbitales
L'orbite de cet astéroïde est caractérisée par un demi-grand axe de 2,31 UA, un périhélie de 1,87 UA, une excentricité de 0,19 et une inclinaison de 2,37° par rapport à l'écliptique. Du fait de ces caractéristiques, à savoir un demi-grand axe compris entre 2 et 3,2 UA et un périhélie supérieur à 1,666 UA, il est classé, selon la JPL Small-Body Database, comme objet de la ceinture principale.

### Caractéristiques physiques
(12980) Pruetz a une magnitude absolue (H) de 15,5 et un albédo estimé à 0,179.

## Étymologie
Cet astéroïde est nommé en l'honneur de Todd Orville Pruetz (1968-).